# Lista de códigos de região FIPS (G-I)
Esta é uma lista de códigos de região FIPS 10-4 de G-I, utilizando um formato nome padronizado, e de reticulação para artigos.
Em 2 de setembro de 2008, FIPS 10-4 foi um dos dez padrões retirados por NIST como um Padrão Federal de Processamento de Informação.. A lista aqui é a última versão dos códigos. Para versões anteriores, veja o link abaixo.

## GA:Gâmbia
- GA01: Banjul Cidade
- GA02: Lower River Divisião
- GA03: Central River Divisião
- GA04: Upper River Divisião
- GA05: Western Divisião
- GA07: North Bank Divisião

## GB:Gabão
- GB01: Estuaire Província
- GB02: Haut-Ogooué Província
- GB03: Moyen-Ogooué Província
- GB04: Ngounié Província
- GB05: Nyanga Província
- GB06: Ogooué-Ivindo Província
- GB07: Ogooué-Lolo Província
- GB08: Ogooué-Maritime Província
- GB09: Woleu-Ntem Província

## GG:Georgia
- GG01: Abashis (distrito)
- GG02: Abecásia República autônoma
- GG03: Adigenis (distrito)
- GG04: Adjara República autônoma
- GG05: Akhalgoris (distrito)
- GG06: Akhalk'alak'is (distrito)
- GG07: Akhalts'ikhis (distrito)
- GG08: Akhmetis (distrito)
- GG09: Ambrolauris (distrito)
- GG10: Aspindzis (distrito)
- GG11: Baghdat'is (distrito)
- GG12: Bolnisis (distrito)
- GG13: Borjomis (distrito)
- GG14: Chiat'ura
- GG15: Ch'khorotsqus (distrito)
- GG16: Ch'okhatauris (distrito)
- GG17: Dedop'listsqaros (distrito)
- GG18: Dmanisis (distrito)
- GG19: Dushet'is (distrito)
- GG20: Gardabanis (distrito)
- GG21: Gori
- GG22: Goris (distrito)
- GG23: Gurjaanis (distrito)
- GG24: Javis (distrito)
- GG25: K'arelis (distrito)
- GG26: Kaspis (distrito)
- GG27: Kharagaulis (distrito)
- GG28: Khashuris (distrito)
- GG29: Khobis (distrito)
- GG30: Khonis (distrito)
- GG31: K'ut'aisi
- GG32: Lagodekhis (distrito)
- GG33: Lanch'khut'is (distrito)
- GG34: Lentekhis (distrito)
- GG35: Marneulis (distrito)
- GG36: Martvilis (distrito)
- GG37: Mestiis (distrito)
- GG38: Mts'khet'is (distrito)
- GG39: Ninotsmindis (distrito)
- GG40: Onis (distrito)
- GG41: Ozurget'is (distrito)
- GG42: P'ot'i
- GG43: Qazbegis (distrito)
- GG44: Qvarlis (distrito)
- GG45: Rust'avi
- GG46: Sach'kheris (distrito)
- GG47: Sagarejos (distrito)
- GG48: Samtrediis (distrito)
- GG49: Senakis (distrito)
- GG50: Sighnaghis (distrito)
- GG51: Tbilisi  cidade
- GG52: T'elavis (distrito)
- GG53: T'erjolis (distrito)
- GG54: T'et'ritsqaros (distrito)
- GG55: T'ianet'is (distrito)
- GG56: Tqibuli
- GG57: Ts'ageris (distrito)
- GG58: Tsalenjikhis (distrito)
- GG59: Tsalkis (distrito)
- GG60: Tsqaltubo
- GG61: Vanis (distrito)
- GG62: Zestap'onis (distrito)
- GG63: Zugdidi
- GG64: Zugdidis (distrito)

## GH:Gana
- GH01: Grande Accra Região
- GH02: Ashanti Região
- GH03: Brong-Ahafo Região
- GH04: Central Região
- GH05: Leste Região
- GH06: Norte Região
- GH08: Volta Região
- GH09: Ocidental Região
- GH10: Upper East Região
- GH11: Upper West Região

## GJ:Granada (país)
- GJ01: Saint Andrew (paróquia)
- GJ02: Saint David (paróquia)
- GJ03: Saint George (paróquia)
- GJ04: Saint John (paróquia)
- GJ05: Saint Mark (paróquia)
- GJ06: Saint Patrick (paróquia)

## GL:Groenlândia
- GL01: Nordgronland
- GL02: Ostgronland
- GL03: Vestgronland Desde 1953, e provavelmente mais cedo, a Gronelândia foi dividida em três lansdele ("partes do país"), Às vezes chamado amter (condados), como mostrado acima. Em 2009, o lansdele foi abolido e substituído por quatro kommuner.[2]
- GL04: Kujalleq
- GL05: Qaasuitsup
- GL06: Qeqqata
- GL07: Sermersooq

## GM:Alemanha
- GM01: Baden-Württemberg estado
- GM02: Estado livre da Baviera
- GM03: Cidade Hanseática Livre de Bremen
- GM04: Cidade Hanseática Livre de Hamburgo
- GM05: Hesse estado
- GM06: Baixa Saxônia estado
- GM07: Renânia do Norte-Vestfália estado
- GM08: Rhineland-Palatinate estado
- GM09: Saarland estado
- GM10: Schleswig-Holstein estado
- GM11: Brandenburgo estado
- GM12: Mecklemburgo-Pomerânia Ocidental estado
- GM13: Estado livre da Saxônia
- GM14: Sachsen-Anhalt estado
- GM15: Estado livre da Turíngia
- GM16: Berlim estado

## GR:Grécia
- GR01: Évros Prefeitura
- GR02: Rodópi Prefeitura
- GR03: Xánthi Prefeitura
- GR04: Dráma Prefeitura
- GR05: Sérrai Prefeitura
- GR06: Kilkís Prefeitura
- GR07: Pélla Prefeitura
- GR08: Flórina Prefeitura
- GR09: Kastoriá Prefeitura
- GR10: Grevená Prefeitura
- GR11: Kozáni Prefeitura
- GR12: Imathía Prefeitura
- GR13: Thessaloníki Prefeitura
- GR14: Kavála Prefeitura
- GR15: Chalkidikí Prefeitura
- GR16: Piería Prefeitura
- GR17: Ioánnina Prefeitura
- GR18: Thesprotía Prefeitura
- GR19: Préveza Prefeitura
- GR20: Árta Prefeitura
- GR21: Lárisa Prefeitura
- GR22: Tríkala Prefeitura
- GR23: Kardítsa Prefeitura
- GR24: Magnisía Prefeitura
- GR25: Kérkyra Prefeitura
- GR26: Lefkás Prefeitura
- GR27: Kefallinía Prefeitura
- GR28: Zacinto Prefeitura
- GR29: Fthiótis Prefeitura
- GR30: Evrytanía Prefeitura
- GR31: Aitolía kai Akarnanía Prefeitura
- GR32: Fokídos Prefeitura
- GR33: Voiotía Prefeitura
- GR34: Évvoia Prefeitura
- GR35: Attikí Prefeitura
- GR36: Argolís Prefeitura
- GR37: Korinthía Prefeitura
- GR38: Achaḯa Prefeitura
- GR39: Ileía Prefeitura
- GR40: Messinía Prefeitura
- GR41: Arkadía Prefeitura
- GR42: Lakonía Prefeitura
- GR43: Chaníon Prefeitura
- GR44: Rethýmnis Prefeitura
- GR45: Irákleion Prefeitura
- GR46: Lasíthi Prefeitura
- GR47: Dodekánisos Prefeitura
- GR48: Sámos Prefeitura
- GR49: Kykládes Prefeitura
- GR50: Chíos Prefeitura
- GR51: Lésvos Prefeitura

## GT:Guatemala
- GT01: Alta Verapaz (departamento)
- GT02: Baja Verapaz (departamento)
- GT03: Chimaltenango (departamento)
- GT04: Chiquimula (departamento)
- GT05: El Progreso (departamento)
- GT06: Escuintla (departamento)
- GT07: Guatemala (departamento)
- GT08: Huehuetenango (departamento)
- GT09: Izabal (departamento)
- GT10: Jalapa (departamento)
- GT11: Jutiapa (departamento)
- GT12: Petén (departamento)
- GT13: Quetzaltenango (departamento)
- GT14: Quiché (departamento)
- GT15: Retalhuleu (departamento)
- GT16: Sacatepéquez (departamento)
- GT17: San Marcos (departamento)
- GT18: Santa Rosa (departamento)
- GT19: Sololá (departamento)
- GT20: Suchitepéquez (departamento)
- GT21: Totonicapán (departamento)
- GT22: Zacapa (departamento)

## GV:Guiné
- GV01: Beyla (prefeitura)
- GV02: Boffa (prefeitura)
- GV03: Boké (prefeitura)
- GV04: Zona Especial Conakry
- GV05: Dabola (prefeitura)
- GV06: Dalaba (prefeitura)
- GV07: Dinguiraye (prefeitura)
- GV09: Faranah (prefeitura)
- GV10: Forécariah (prefeitura)
- GV11: Fria (prefeitura)
- GV12: Gaoual (prefeitura)
- GV13: Guékédou (prefeitura)
- GV15: Kérouané (prefeitura)
- GV16: Kindia (prefeitura)
- GV17: Kissidougou (prefeitura)
- GV18: Koundara (prefeitura)
- GV19: Kouroussa (prefeitura)
- GV21: Macenta (prefeitura)
- GV22: Mali (prefeitura)
- GV23: Mamou (prefeitura)
- GV25: Pita (prefeitura)
- GV27: Télimélé (prefeitura)
- GV28: Tougué (prefeitura)
- GV29: Yomou (prefeitura)
- GV30: Coyah (prefeitura)
- GV31: Dubréka (prefeitura)
- GV32: Kankan (prefeitura)
- GV33: Koubia (prefeitura)
- GV34: Labé (prefeitura)
- GV35: Lélouma (prefeitura)
- GV36: Lola (prefeitura)
- GV37: Mandiana (prefeitura)
- GV38: Nzérékoré (prefeitura)
- GV39: Siguiri (prefeitura)

## GY:Guyana
- GY10: Barima-Waini Região
- GY11: Cuyuni-Mazaruni Região
- GY12: Demerara-Mahaica Região
- GY13: East Berbice-Corentyne Região
- GY14: Essequibo Islands-West Demerara Região
- GY15: Mahaica-Berbice Região
- GY16: Pomeroon-Supenaam Região
- GY17: Potaro-Siparuni Região
- GY18: Upper Demerara-Berbice Região
- GY19: Upper Takutu-Upper Essequibo Região

## HA:Haiti
- HA03: Nord-Ouest Departamento, Haiti
- HA06: Artibonite Departamento, Haiti
- HA07: Centre Departamento, Haiti
- HA09: Nord Departamento, Haiti
- HA10: Nord-Est Departamento, Haiti
- HA11: Ouest Departamento, Haiti
- HA12: Sud Departamento, Haiti
- HA13: Sud-Est Departamento, Haiti
- HA14: Grande Enseada Departamento, Haiti
- HA15: Nippes departamento, Haiti

## HO:Honduras
- HO01: Atlántida (departamento)
- HO02: Choluteca (departamento)
- HO03: Colón (departamento)
- HO04: Comayagua (departamento)
- HO05: Copán (departamento)
- HO06: Cortés (departamento)
- HO07: El Paraíso (departamento)
- HO08: Francisco Morazán (departamento)
- HO09: Gracias a Dios (departamento)
- HO10: Intibucá (departamento)
- HO11: Ilhas da Baía (departamento)
- HO12: La Paz (departamento)
- HO13: Lempira (departamento)
- HO14: Ocotepeque (departamento)
- HO15: Olancho (departamento)
- HO16: Santa Bárbara (departamento)
- HO17: Valle (departamento)
- HO18: Yoro (departamento)

## HK:Hong Kong
- HK: Hong Kong

## HR:Croácia
- HR01: Bjelovar-Bilogora Condado
- HR02: Brod-Posavina Condado
- HR03: Condado de Dubrovnik-Neretva
- HR04: Ístria (condado)
- HR05: Karlovac (condado)
- HR06: Koprivnica-Križevci Condado
- HR07: Krapina-Zagorje Condado
- HR08: Lika-Senj Condado
- HR09: Međimurje Condado
- HR10: Osijek-Baranja Condado
- HR11: Požega-Slavonia Condado
- HR12: Primorje-Gorski Kotar Condado
- HR13: Šibenik-Knin Condado
- HR14: Sisak-Moslavina Condado
- HR15: Split-Dalmatia Condado
- HR16: Varaždin Condado
- HR17: Virovitica-Podravina Condado
- HR18: Vukovar-Srijem Condado
- HR19: Zadar (condado)
- HR20: Zagreb Condado
- HR21: Zagreb Cidade

## HU:Hungria
- HU01: Bács-Kiskun (condado)
- HU02: Baranya (condado)
- HU03: Békés (condado)
- HU04: Borsod-Abaúj-Zemplén (condado)
- HU05: Budapeste cidade Capital
- HU06: Csongrád (condado)
- HU07: Debrecen Urban (condado)
- HU08: Fejér (condado)
- HU09: Győr-Moson-Sopron County
- HU10: Hajdú-Bihar (condado)
- HU11: Heves (condado)
- HU12: Komárom-Esztergom (condado)
- HU13: Miskolc Urban (condado)
- HU14: Nógrád (condado)
- HU15: Pécs Urban (condado)
- HU16: Pest (condado)
- HU17: Somogy (condado)
- HU18: Szabolcs-Szatmár-Bereg (condado)
- HU19: Szeged Condado urbano
- HU20: Jász-Nagykun-Szolnok (condado)
- HU21: Tolna (condado)
- HU22: Vas (Hungria)
- HU23: Veszprém (condado)
- HU24: Zala (Hungria)
- HU25: Győr Condado urbano
- HU26: Békéscsaba Condado urbano
- HU27: Dunaújváros Condado urbano
- HU28: Eger Condado urbano
- HU29: Hódmezővásárhely Condado urbano
- HU30: Kaposvár Condado urbano
- HU31: Kecskemét Condado urbano
- HU32: Nagykanizsa Condado urbano
- HU33: Nyíregyháza Condado urbano
- HU34: Sopron Condado urbano
- HU35: Székesfehérvár Condado urbano
- HU36: Szolnok Condado urbano
- HU37: Szombathely Condado urbano
- HU38: Tatabánya Condado urbano
- HU39: Veszprém Condado urbano
- HU40: Zalaegerszeg Condado urbano
- HU41: Salgótarján (condado)
- HU42: Szekszárd (condado)
- HU43: Érd (condado)

## IC:Islândia
- IC38: Eastern Região
- IC39: Capital Região
- IC40: Northeastern Região
- IC41: Northwestern Região
- IC42: Southern Região
- IC43: Southern Península
- IC44: Westfjords
- IC45: Western Região

## ID:Indonésia
- ID01: Aceh Special Região
- ID02: Bali Província
- ID03: Bengkulu Província
- ID04: Região Metropolitana de Jacarta Distrito
- ID05: Jambi Província
- ID07: Jawa Tengah Província
- ID08: Jawa Timur Província
- ID10: Yogyakarta Special Região
- ID11: Kalimantan Barat Província
- ID12: Kalimantan Selatan Província
- ID13: Kalimantan Tengah Província
- ID14: Kalimantan Timur Província
- ID15: Lampung Província
- ID17: Nusa Tenggara Barat Província
- ID18: Nusa Tenggara Timur Província
- ID21: Sulawesi Tengah Província
- ID22: Sulawesi Tenggara Província
- ID24: Sumatera Barat Província
- ID26: Sumatera Utara Província
- ID28: Maluku Província
- ID29: Maluku Utara Província
- ID30: Jawa Barat Província
- ID31: Sulawesi Utara Província
- ID32: Sumatera Selatan Província
- ID33: Banten Província
- ID34: Gorontalo Província
- ID35: Kepulauan Bangka Belitung Província
- ID36: Papua Província
- ID37: Riau Província
- ID38: Sulawesi Selatan Província
- ID39: Irian Jaya Barat Província
- ID40: Kepulauan Riau Província
- ID41: Sulawesi Barat Província

## IN:Índia
- IN01: Território da União das Ilhas de Andaman e Nicobar
- IN02: Andhra Pradesh (estado)
- IN03: Assam (estado)
- IN05: Chandigarh Território da União
- IN06: Dadra e Nagar Haveli Território da União
- IN07: Delhi Território da União
- IN09: Gujarat (estado)
- IN10: Haryana (estado)
- IN11: Himachal Pradesh (estado)
- IN12: Jammu e Kashmir (estado)
- IN13: Kerala (estado)
- IN14: Lakshadweep Território da União
- IN16: Maharashtra (estado)
- IN17: Manipur (estado)
- IN18: Meghalaya (estado)
- IN19: Karnataka (estado)
- IN20: Nagaland (estado)
- IN21: Orissa (estado)
- IN22: Puducherry Território da União
- IN23: Punjab (estado)
- IN24: Rajasthan (estado)
- IN25: Tamil Nadu (estado)
- IN26: Tripura (estado)
- IN28: West Bengal (estado)
- IN29: Sikkim (estado)
- IN30: Arunachal Pradesh (estado)
- IN31: Mizoram (estado)
- IN32: Daman e Diu Território da União
- IN33: Goa (estado)
- IN34: Bihar (estado)
- IN35: Madhya Pradesh (estado)
- IN36: Uttar Pradesh (estado)
- IN37: Chhattisgarh (estado)
- IN38: Jharkhand (estado)
- IN39: Uttarakhand (estado)
- IN40: Telangana (estado)

## IR:Irã
- IR01: Azerbaijão Ocidental (província)
- IR03: Chahar Mahaal e Bakhtiari (província)
- IR04: Sistão e Baluchistão (província)
- IR05: Kohgīlūyeh va Būyer Aḩmad (província)
- IR07: Fars (província)
- IR08: Guilão (província)
- IR09: Hamadã (província)
- IR10: Ilão (província)
- IR11: Hormusgão (província)
- IR13: Quermanxá (província)
- IR15: Cuzistão (província)
- IR16: Curdistão (província)
- IR22: Buxer (província)
- IR23: Lorestão (província)
- IR25: Semnã (província)
- IR26: Teerão (província)
- IR28: Ispaão (província)
- IR29: Carmânia (província)
- IR32: Ardabil (província)
- IR33: Azerbaijão Oriental (província)
- IR34: Marcazi (província)
- IR35: Mazandarão (província)
- IR36: Zanjã (província)
- IR37: Gulistão (província)
- IR38: Gasvim (província)
- IR39: Qom (província)
- IR40: Iazde (província)
- IR41: Coração do Sul (província)
- IR42: Coração Razavi (província)
- IR43: Coração do Norte (província)
- IR44: Alborz (província)

## IS:Israel
- IS01: Sul
- IS02: Central
- IS03: Norte
- IS04: Haifa
- IS05: Telavive
- IS06: Jerusalém

## IT:Itália
- IT01: Abruzzo Região
- IT02: Basilicata Região
- IT03: Calabria Região
- IT04: Campania Região
- IT05: Emilia-Romagna Região
- IT06: Friuli-Venezia Giulia Autonomous Região
- IT07: Lazio Região
- IT08: Ligúria Região
- IT09: Lombardia Região
- IT10: Marche Região
- IT11: Molise Região
- IT12: Piemonte Região
- IT13: Puglia Região
- IT14: Região Autônoma de Sardenha
- IT15: Região Autônoma da Sicília
- IT16: Toscana Região
- IT17: Trentino-Alto Adige/Südtirol Autonomous Região
- IT18: Umbria Região
- IT19: Região Autônoma Valle d'Aosta
- IT20: Veneto Região

## IV:Costa do Marfim
- IV74: Agnéby
- IV75: Bafing
- IV76: Bas-Sassandra
- IV77: Denguélé
- IV78: Dix-Huit Montagnes
- IV79: Fromager
- IV80: Haut-Sassandra
- IV81: Lacs
- IV82: Lagunes
- IV83: Marahoué
- IV84: Moyen-Cavally
- IV85: Moyen-Comoé
- IV86: N'zi-Comoé
- IV87: Savanes
- IV88: Sud-Bandama
- IV89: Sud-Comoé
- IV90: Vallée du Bandama
- IV91: Worodougou
- IV92: Zanzan

## IZ:Iraque
- IZ01: Al Anbār Governorate
- IZ02: Al Başrah Governorate
- IZ03: Al Muthanná Governorate
- IZ04: Al Qādisīyah Governorate
- IZ05: As Sulaymānīyah Governorate
- IZ06: Bābil Governorate
- IZ07: Baghdād Governorate
- IZ08: Dahūk Governorate
- IZ09: Dhī Qār Governorate
- IZ10: Diyālá Governorate
- IZ11: Arbīl Governorate
- IZ12: Karbalā' Governorate
- IZ13: At Ta'mīm Governorate
- IZ14: Maysān Governorate
- IZ15: Nīnawá Governorate
- IZ16: Wāsiţ Governorate
- IZ17: An Najaf Governorate
- IZ18: Şalāḩ ad Dīn Governorate